# ماجراجویی کربی
«ماجراجویی کربی» (انگلیسی: Kirby's Adventure) یک بازی ویدئویی در سبک سکوبازی است که توسط نینتندو و در سال در ۲۳ مارس ۱۹۹۳ در ژاپن و در اول ماه مه همان سال در آمریکای شمالی و در پلت‌فرم‌های گیم بوی ادوانس و سیستم سرگرمی نینتندو منتشر شده است.
این بازی تنها بازی از سری خود است که برای سیستم سرگرمی نینتندو منتشر شده است.

## کربی: کابوس در سرزمین رؤیا
در اواخر سال ۲۰۰۲، نینتندو بازی کربی: کابوس در سرزمین رؤیا را منتشر کرد که نسخه بهبود یافته ماجراجویی کربی برای کنسول گیم بوی ادونس بود. گیم پلی اصلی و اکثر مراحل بدون تغییر باقی ماندند اما تغییراتی ایجاد شد مانند آسان کردن مکان‌های مخفی برای پیدا کردن و دشوارتر کردن شکست غول آخر (باس فایت). با این حال، تمام جلوه‌های گرافیکی و صوتی از ابتدا برای استفاده از سخت‌افزار قدرتمندتر کنسول گیم بوی ادونس دوباره ساخته شد. کابوس در سرزمین رؤیا حالت‌های گیم پلی بیشتری را اضافه کرد از جمله سه مینی گیم جدید و یک حالت چند نفره مشارکتی که حداکثر تا چهار بازیکن را پشتیبانی می‌کند. ۹۷۰٬۰۰۰ نسخه به ارزش ۲۹ میلیون دلار درآمد از این نسخه فروخته شد.